# Cyema atrum
Genre
Espèce
Cyema atrum est une espèce de poissons Saccopharyngiformes (les Saccopharyngiformes sont des poissons longuiformes peu connus de l'homme, car ils vivent dans la zone bathyale et abyssale). Cyema atrum vit  à une profondeur comprise entre 330 et 5 100 m. 
C'est la seule espèce du genre Cyema.